# حرکت‌پریشی
حرکت‌پریشی (انگلیسی: Athetosis) حرکات پیچشی و غیرارادی آهسته و بدون هدف در اندام‌ها که معمولاً ناشی از ضایعات مغزی است را می‌گویند.
حرکت‌پریشی با حرکات مداوم، نامنظم، غیرارادی و کرمی‌شکل در قسمت انتهایی اندام‌ها و تنه همراه است که  ممکن است حتی در ضمن خواب هم رخ دهند.
در این بیماری حرکات آهسته چرخشی (کرمی‌شکل) در قسمت‌های محیطی یک یا چند اندام و معمولاً اندام‌های بالایی به‌طور مداوم و ریتم‌دار آهسته به‌وجود می‌آید و بیشتر اندام‌های انتهایی کوچک را درگیر می‌کند.